# Как говорит Джинджер
«Как говорит Джинджер» (англ. As Told by Ginger или англ. As Told by Ginger Foutley) — американский мультсериал производства студии Klasky Csupo и запущенный на Nickelodeon и Nicktoons Network. Сериал описывает жизнь ученицы средней школы (а позже и старшей школы) Джинджер Футли со всеми радостями и неудачами, которые она переживает вместе со своими друзьями. Также, помимо основного повествования, есть несколько параллельных сюжетных линий, в центре которых брат Джинджер Карл и её мать Луис. Серии построены на переплетении этих сюжетных линий, преображении характеров и их более глубоком раскрытии после очередных пережитых событий. Транслировался на телеканале Nickelodeon с 25 октября 2000 года по 14 ноября 2006 года. Всего было снято 60 серий.

## Сюжет
Мультсериал рассказывает про жизнь ученицы средней школы Джинджер Футли, её проблемы, такие, как первая любовь, самоутверждение, стремление правильно выразить свою точку зрения и доказать своё мастерство в общении с людьми и т. д. Вместе со своими друзьями, Дэрреном Паттерсоном, Доди Бишоп и Мэйси Лайтфут, они переживают и преодолевают все преграды и трудности. На удачу Джинджер, самая популярная девочка школы, Кортни Гриплинг, благоволит к ней и постоянно старается привлечь её к своим задумкам и мероприятиям. Она заинтригована её «джинджеризмами», как сама Кортни их называет. Между тем Миранде Киллгален, правой руке и лучшей подруге Кортни, приходится постоянно следить за тем, чтобы не быть сброшенной со своей позиции «выскочкой» Футли. Дома Джинджер записывает все произошедшее за день в свой дневник. Её младший брат Карл, который много времени проводит в собачьей конуре и стремится как можно больше быть похожим на взрослого, постоянно придумывает какие-то планы совместно со своим другом, Робертом Джозефом Бишопом (Худси). Этот паренек полон отваги и приключений, его глаза горят, когда он попадает в какую-то интересную ситуацию. Мать Джинджер, Лоис, всегда готова выслушать дочь и дать ей своевременный полезный совет.
Действие сериала разворачивается в выдуманном городе Шелтеред Шрабс, расположенном в Коннектикуте. Это довольно редкое явление, особенно для детских передач, чтобы место действия было так четко локализовано. Шелтеред Шрабс имеет реальный прототип — Ларчмонт. Вот остальные части города: Протектед Пайнз, закрытое сообщество, где живёт Кортни; Бриттл Бранчс, где живёт настоящий отец Джинджер; Хитеред Хиллс, где расположен летний лагерь, в котором Джинджер познакомилась с Сашей.
Действие сериала заканчивается тем, что мать Джинджер Лоис выходит замуж, Карл находит своего пса Монстра, а сам сериал оказывается рассказом взрослой Джинджер из своего дневника.

## Персонажи

### Главные персонажи
- Джинджер Футли — Главная героиня мультсериала. Девочка-подросток (12—14 лет), которая стремится самоутвердиться в обществе. Она имеет навыки и готовность бороться за то, во что она верит. Маленькая рыжеволосая героиня делает всё, чтобы быть замеченной в школьном обществе. Она полностью поглощена социальной структурой общества, сложившейся в её школе «Lucky Junior High». Она всегда тайно завидовала большой популярности своей одноклассницы Кортни Гриплинг и старается добиться для себя определённого признания ровесников. Но, когда ей это удаётся, она оказывается полностью парализованной сложившейся ситуацией и чувствует себя крайне неуверенно. Однако её превосходные аналитические навыки и готовность бороться за то, во что она верит, выделяют рыжую девочку из общей массы ровесников.
- Дэррен (Даррен) Паттерсон  (13 лет) — Один из лучших друзей Джинджер, имевший пластинки на зубах, которые потом уберут. Он живёт по соседству с Джинджер. Имеет старшего брата Уилла. Так как он живёт с ней по соседству, Джинджер знает Дэррена фактически всю свою жизнь и доверяет ему так же, как и своим лучшим подругам Доди и Мейси. Тем более что его брат Уилл — «большой человек в университетском городке» и в местной средней школе и Дэррену приходится жить в его тени. Расставшись с Джинджер на полгода, он понимает, что влюблен в неё, и они начинают встречаться. В последних сериях мультсериала Дэррен бросает Джинджер ради Симон из группы поддержки, но намного позже они вновь сходятся, что приводит к их свадьбе
- Карл Футли (9 лет) — Младший брат Джинджер. Выдающийся изобретатель, который обычно всё портит и ломает. Большую часть свободного времени проводит в собачьей конуре на заднем дворе, где некогда жил его любимый пёс по кличке Монстр. Карлу нравится Ноэль, девушка-загадка со странностями (как телекинез и возможность предсказывать будущее). С течением времени Карл начинает понимать свои чувства к Ноэль, окончательно его озаряет только после ухода Ноэль.
- Кортни Грипплинг (12 лет) — Девушка элитного ранга, очень богатая. Самая популярная девочка в школе. Изначально у неё и Джинджер были не лучшие отношения, но позже Джинджер оказывает ей помощь, и тем самым заслуживает расположение Кортни. Подходит к своей роли «Самая популярная девочка в школе Lucky Junior High» очень серьёзно. Её общение с Джинджер Футли, начавшись как экспериментальный осмотр другой социальной группы, в конечном счёте переросло в дружбу. Кортни обращается к Джинджер как к человеку, который реально может помочь, когда она нуждается в совете от кого-то другого, нежели от своих бестолковых последователей. В то время как другие её подруги Мипси и Миранда фактически поклоняются Кортни, Джинджер, кажется, никак не зависит от «тени Кортни». Фактически именно Кортни тайно завидует непринуждённому течению жизни Джинджер, которую она разделяет со своими лучшими подругами Мейси и Доди, так как Кортни знает, что они остались бы верными ей независимо ни от чего, в то время как Миранда и её компания будут с ней лишь до тех пор, пока Кортни остаётся популярной. В конце сериала её семейство разоряется.
- Дейдра «Доди» Бишоп (12 лет) — Лучшая подруга Джинджер, «трещотка» и сплетница. Ревностно относится к дружбе с Кортни. Законченная пустомеля и самозабвенная сплетница Доди Бишоп была лучшей подругой Джинджер с того самого дня, как они встретились. Доди всегда рядом и всегда обладает самой последней информацией о школьной жизни. Она так же, как и Джинджер, жаждет популярности среди одноклассников, но её болтливый характер не позволяет ей этого добиться. Однако её знания внушительны. Доди любит совать свой нос буквально во все и является своего рода королевой драмы.
- Мэйси Лайтфут (12 лет) — Дружит с Джинджер, застенчива и мнительна, но иногда высказывает умные мысли. Страдает от аллергии и часто выдает медицинские диагнозы (родители Мэйси известные психотерапевты). Если Джинджер и Доди на всем протяжении сериала стремятся к взрослой жизни, то Мэйси наоборот. Она боится взрослеть и из-за этого изредка ведет себя инфантильно, но подруги не бросают её, всячески стараясь ей помочь. В последних сериях преображается.
- Орайан — Ударник в рок-группе. Когда Даррен и Джинджер порвали, и у Джинджер был аппендицит, Орайан все время находился рядом с ней. Но, несмотря на это, Джинджер так и не смогла перебороть своих чувств к Даррену.
- Роберт Джозеф «Худси» Бишоп (9 лет) — Младший брат Додди. Друг и компаньон Карла. Во всех мероприятиях и шалостях Худси старается показать Карлу картину возможных негативных последствий, в то время как сам Карл одержим только своей идеей. Можно сказать, что Худси зачастую является голосом разума Карла Футли.
- Миранда Киллгален (13 лет) — Девушка с холодным сердцем, уважает только людей элитного круга. Главное для неё — искусство. Является лучшей подругой Кортни Гриплинг. Она испытывает явное удовлетворение от того, что никто, кроме неё, не занимает этого высокого положения. Ревнуя к любому вниманию, которое Кортни уделяет кому-либо ещё, Миранда определённо не жалует Джинджер Футли. Фактически она использует любой шанс, чтобы оскорбить Джинджер, заливаясь своим издевательским смехом над каждой её ошибкой. Однако часть ледяного характера Миранды может быть отнесена к её строгому воспитанию (её отец — военный). Но Миранда, в некоторых случаях, способна и на кое-какие хорошие поступки, хотя она пойдёт на большие ухищрения, чтобы скрыть этот факт. Некоторое время встречалась с Дэрреном.
- Луис Футли — Мама Джинджер, работает в медицинской клинике медсестрой. Всегда помогает Джинджер советом. Разведена, но в конце сериала выходит замуж за «Дэйво», как зовет его Карл (доктора Дэйва).
- Блэйк Грипплинг (9 лет) — Младший брат Кортни. Извечный соперник Карла. В отличие от Карла, которому приходится изощряться в материальном обеспечении своих шалостей, Блэйк таких проблем не испытывает. Хорошо понимает юридические и финансовые стороны вопросов (эпизод с чаем, когда Карл подписал контракт с Блэйком и потерял своё производство из-за этого).
- Ян Ричтон — звезда футбольной команды школы Lucky Jr. High. Он имеет приятную внешность, богат и обладает спокойным и не задиристым характером. Джинджер была влюблена в него на протяжении многих лет, но её чувства к Яну слегка остыли после совместной работы в школьной научной лаборатории. Джинджер тогда узнала, что Ян интересовался только её знаниями. Он рассчитывал с её помощью улучшить свои оценки, что позволило бы ему остаться в футбольной команде. Ян был воспитан своим отцом, который взрастил в нём уверенность, что девушки должны падать в обморок всякий раз, как он входит в комнату.
- Джонас Футли — отец Джинджер и Карла. Он ушел из семьи сразу после рождения Карла. Его отношения с детьми и бывшей женой довольно напряженные, но в серии «Ten Chairs» он был приглашен Джинджер на день благодарения, где наконец помирился с Карлом.
- Мелисса «Мипси» Мипсон — является членом правящих кругов Кортни Гриплинг, и некоторые сказали бы, что она уступает только Миранде в этой толпе. Мипси упорно трудится, чтобы поддержать положение Кортни как одной из "самых популярных девочек в «Lucky Junior High», и сильно обижается на то, что она уделяет Джинджер Футли слишком много внимания, в то время как сама Мипси попросту игнорирует её. Как и Кортни, Мипси из богатой семьи и даже принимала активное участие в операции по переводу Джинджер в Горную Академию через свою сестру Тею. Естественно, что основной причиной этого поступка являлось отнюдь не желание помочь Джинджер. Напротив, её главной задачей было избавиться от присутствия Джинджер в городе. Помимо Миранды, Мипси может оказаться очень серьёзной проблемой в жизни Джинджер.
- Ноэль Соусмен — (9 лет) очень странная девочка, фрик. Помимо наслаждения книгами по обучению пингвинов и создания марионеток её одноклассников, надевающихся на пальцы, она имеет мощные способности к телекинезу. Из-за этих и не только факторов, она стала подругой Карла Футли и, наряду с Худси, стала членом его команды. Ноэль любит подражать причудливым и странным голосам животных, чем ещё больше привлекает внимание Карла. С тех пор чем страннее Ноэль выглядит в глазах окружающих, тем больше к ней привязывается Карл.
- Саша — Мальчик из лагеря «Каприз», первая несчастная любовь Джинджер. Саша играет большую роль в её жизни, несмотря на то, что Джинджер ему очевидно безразлична. При последней встрече их в «Капризе» Саша позвал её на прогулку. Джинджер, терзаемая сомнениями, была готова изменить Дэррену с первой любовью, но Саша дал понять, что их прогулка не свидание, а встреча.

### Второстепенные персонажи
- Миссис Гордон — учительница из класса  Карла и Худси. Её смерть наиболее сильно повлияла на характер Карла.
- Брендон Хигсби — друг Карла Футли и Худси Бишопа и объект их постоянных издевок. Имеет ручную высокоразвитую обезьянку по кличке Мистер Лисарис, которая его недолюбливает.
- Мистер Силиан — учитель биологии и химии.
- Уинстон — слуга и водитель семьи Гриплинг.
- Терренс — толстый забияка в классе Карла и Худси .Несмотря на свою весовую категорию и задиристый характер, немного побаивается Карла.
- Миссис Зорски — учитель английской литературы ямайского происхождения.
- Дуэйн — хиппи, мусорщик и друг Карла Футли.
- Мистер Милти — директор средней школы Лаки.
- Мисс Пауэлл — учительница физкультуры в классе Джинджер.
- Мистер Хеппер — бывший джазовый музыкант, а ныне учитель музыки в младших классах.
- Поли «Кудах» Шустер — сверстница Ноэль Сосман и Карла Футли, помешанная на птицах (вместе со всей семьей) и заядлая картежница.
- Хоакин Кортес — латиноамериканский студент, приехавший по обмену. Мечтает стать актёром.
- Басс — мастер на дому, имеет трёх сыновей.
- Уилл Паттерсон — старший брат Дэррена Паттерсона.

## Озвучивание

### Озвучивание главных персонажей
| №  | Персонаж                    | Оригинальное озвучивание | Примечания |
| -- | --------------------------- | ------------------------ | ---------- |
| 1  | Джинджер Футли              | Мелисса Дисней           |            |
| 2  | Доди Бишоп                  | Аспен Миллер/Винсент     |            |
| 3  | Мэйси Лайтфут               | Джеки Харрис             |            |
| 4  | Дэррен Паттерсон            | Кенни Бланк              |            |
| 5  | Карл Футли                  | Джинни Илайас            |            |
| 6  | Роберт Джозеф «Хутси» Бишоп | Тресс Макнилл            |            |
| 7  | Кортни Грипплинг            | Лиз Жорж                 |            |
| 8  | Блэйк Грипплинг             | Кэт Суси                 |            |
| 9  | Миранда Киллгален           | Кри Саммер               |            |
| 10 | Орайан                      | Джастин Кауден           |            |
| 11 | Луис Футли                  | Ларейн Ньюман            |            |
| 12 | Доктор Дейв                 | Дэвид Джереми            |            |
| 13 | Джонас Футли                | Том Вирту                |            |
| 14 | Ноэль Суссмен               | Эмили Капнек             |            |

### Озвучивание второстепенных персонажей
| № | Персонаж                         | Оригинальное озвучивание      | Примечания |
| - | -------------------------------- | ----------------------------- | ---------- |
| 1 | Бобби Лайтфут (Bobbie Lightfoot) | Мэри Гросс (англ. Mary Gross) | См. ниже.  |
| 2 | Миссис Гордон                    | Кэтлин Фримен                 |            |

## Список серий

### Пилотная серия
| Номер | Описание |
| ----- | --- |
| 0     | Доди организует вечеринку с ночёвкой для своих подруг Джинджер и Мейси но Кортни приглашает на этот же вечер Джинджер на свою вечеринку. Хотя Джинджер не хочет идти к Кортни, Доди настаивает на этом. Проблема в том, что Джинджер должна взять с собой Карла, так как его не с кем оставить вечером. В итоге она оставляет Карла связанным рядом с домом Кортни — вместе с другими детьми, братьями и сёстрами гостей вечеринки. Когда на вечеринку приходит Ян Ричтон, Кортни сразу предлагает сыграть в "бутылочку". Первыми "победителями" оказываются Джинджер и Ян. Но внезапно в дом врываются освободившиеся младшеклассники и срывают вечеринку и поцелуй. Серия заканчивается тем, что Джинджер всё рассказывает по телефону Доди, а потом записывает произошедшее в свой дневник. |

### Первый сезон
| Номер | Название                          | Описание |
| ----- | --------------------------------- | --- |
| 1     | Джинджер — малолетняя преступница | Кортни пригласила Джинджер на свою вечеринку. Девушка не знает, что подарить хозяйке торжества. Миранда предлагает украсть знак «Вход» у банка. Тем временем Блэйк хочет заполучить глазное яблоко Карла, а Карл собирается попасть на вечеринку Кортни, чтобы собрать компромат на приглашённых. |
| 2     | Карл и Моут                       | Джинджер, Мейси и Доди находятся на принудительных работах в доме престарелых. Карл знакомится с безбашенной старушкой Моут, вместе они разыгрывают жителей дома престарелых. Кортни предлагает Джинджер пригласить её в гости. В результате в один день на ужин оказываются приглашены и Кортни, и Моут. |
| 3     | Первый обман                      | Подруги уговаривают Джинджер поехать в лыжный поход, но девушка не умеет кататься на лыжах. Следом за ней увязались Карл и Худси. Они хотят поставить рекорд по самому длительному сидению на высоте. В итоге больше всех в этой истории пострадал Дэррен, сломавший ногу. |
| 4     | Вечеринка с ночёвкой              | Кортни приглашает Джинджер на вечеринку с ночёвкой. В то же время Карл планирует похищение своего глазного яблока в доме Блэйка и Кортни, но планы в последний момент срываются и он вынужден послать вместо себя Худси. |
| 5     | Друзья и их вши                   | Доди становится школьной радиоведущей и заговорила о сплетнях. Блэйк и Карл вновь соперничают: на этот раз из-за вшей Худси и опарышей Блэйка. Выясняется, что у Кортни есть вши, а Доди готова поразить школу этой сенсацией. |
| 6     | Неужели Дэррен?                   | Карл заключает с Брендоном спор: если он вместе с Худси прославится, то они присвоят себе его обезьянку. Но их планы меняются: навестив приболевшего Блэйка в больнице, они себе присваивают его гланды, которые вырезали у него. Джинджер подозревает, что влюбилась в Дэррена. |
| 7     | Привет, незнакомец                | Джинджер получила письмо от отца, она решает позвать его на осенний концерт, для которого написала письмо. Тем временем Карл заказал себе «Змея» для конкурса домашних питомцев. Приняв за лимонад, Луис выпивает жидкость и перед самым выступлением дочери попадает в больницу вместе с Карлом, которого на конкурсе царапает обезьяна. |
| 8     | Ложная тревога                    | Из-за болтливости Доди, Джинджер вынуждена исполнять все желания Миранды, ведь теперь на кону её репутация. Карл находит парик, случайно оставленный учителем, и делает из него костюм волка, демонстрируя ученикам свой новый образ. |
| 9     | Удачное оборудование              | Мэйси и Кортни идут в старшую школу на курсы французского и наживают там себе проблем. Карл и Худси вынуждены в короткий срок сделать научный проект, иначе им светит путь в летнюю школу. |
| 10    | Путёвка к пятёркам                | Ян использует Джинджер, чтобы получать отличные оценки по химии. Карл, Худси и Брэндон соперничают, играя на ксилофонах, ведь награда — встреча с их кумиром. |
| 11    | Эксперименты с косметикой         | Джинджер с подругами хотят отлично выглядеть на школьных фото. Из продуктов они создают «Фальшметику», которую используют перед съемкой. Карл и Худси подшучивают над Блэйком, добыв на него компромат. Дэррен готовится помешать, ведь он знает кое-что постыдное про самого Карла. |
| 12    | Вернись, девочка-тюлень           | Джинджер и Доди нарушают традицию лучших друзей. Карл и Худси случайно ломают «мёртвую» руку Гордон, вызывающую проклятие. |
| 13    | Я слежу за ведьмой                | Миранда разукрасила школьную статую, и сваливает вину на Джинджер. Карлу не удаётся разыграть Луис в разгар Хэллоуина. |
| 14    | День снегопада                    | Карл и Худси присматривают за маленькой собачкой Пышечкой. Кортни, Блэйк и Уинстон попадают под снежные завалы. |
| 15    | Возвращение к прошлому?           | У Худси начинается амнезия от удара головы. Кортни тоже придётся полежать в постели, и она просит Джинджер побыть её двойником. |
| 16    | Всё поровну                       | Джинджер узнаёт о своих иудейских корнях и в разгар Рождества отреклась от своего прежнего мира. Худси пытается развеять сильные сомнения Карла в существовании Санты и в силу обстоятельств желание Карла встретить отца в Рождество исполняется. |
| 17    | Дела сердечные                    | Блэйк заключает временное перемирие с Карлом и Худси ради спасения известной коровы. Параллельно, Худси хочет пригласить Мэйси на школьный бал, оставаясь тайным поклонником. Кортни отправляет приглашение на бал Уилу, старшему брату Дэррена, по стечению фактов Дэррен подумал на себя. |
| 18-20 | Каникулы в летнем лагере «Каприз» | 1-я часть. Наступило лето. Джинджер с подругами собираются в лагерь «Каприз». Кортни ссорится с Мирандой и отправляется в лагерь. Карл жаждет отомстить за Монстра и открывает с Худси вампирскую службу уборки. Дэррен вынужден отбывать в военный лагерь, где оказалась Миранда. Джинджер ждёт неожиданное знакомство. 2-я часть. Карл и Худси остановились на директоре Милти. В военном лагере отец Миранды наказывает дочь и Дэррена. Доди становится хозяйкой свистка и становится главной в лагере перед Марджи. Кортни меняет мнение о лагере. Знакомство Джинджер с Сашей приносит также неожиданную ссору. 3-я часть. Сбежавшие из военного лагеря Миранда и Дэррен оказались в лагере «Каприз», из-за этого статус девочек племени Навако оказался под угрозой. Прокравшиеся к дому Милти Карл и Худси готовят ему ловушку, но ткнули пальцем в небо. |

### Второй сезон
| Номер | Название                   | Описание |
| ----- | -------------------------- | --- |
| 21    | Никогда не говори «прощай» | От Брендона сбежала его обезьянка Мистер Лисарис, Карл и Худси, узнав причину побега, должны разыскать животное. Дэррену снимают пластинки, и он стал в глазах поп-девчонок крутым, положил глаз на Миранду, из-за этого Джинджер и Кортни чувствуют себя обделёнными со стороны своих друзей.                              |
| 22    | Особый урок                | Мэйси сильно переживает и не хочет смотреть школьный женский учебный фильм, подруги должны её подбодрить. Рекорд Карла и Худси не мыться длительное время провалился из-за нового физрука, встала другая проблема: Худси боится раздеваться полностью.                                                                      |
| 23    | Подмоченная репутация      | Карл и Худси продают вкусную еду одноклассникам в своей лавке и составляют нездоровую конкуренцию повару Бобу. Джинджер проникает с подругами на вечеринку старшеклассников и там знакомится с COOL-парнем Джейком, кто знает, может быть она нарушит правило и будет у стены старшей школы, но он запомнил только её зубы. |
| 24    | Забастовка медсестёр       | Луис участвует в забастовке медсестёр и временно работает уборщицей, Джинджер помогает ей, чтобы заработать на билет в Нью-Йорк. Карл и Худси дрессируют собачку Милти в обмен на 20-ти долларовую выплату. |
| 25    | Школьные разборки          | Карл и Худси хотят заполучить детектор лжи и зарабатывают сумму, помогая Клар составить конкуренцию некой Лю в борьбе за пост президента клуба. Миранда поссорилась с Кортни, Джинджер выступила посредником в конфликте и стала подругой Миранды.                                                                          |
| 26    | Ссора брата с сестрой      | Новый президент школы Джинджер предлагает программу для нарушителей путём назначения подростков в роли старших братьев и сестёр. Карл, разрабатывая с Худси план, испортил школьную сантехнику и попадает в списки нарушителей. По назначению нанимается строгий Джордж, что приводит к серьёзной ссоре брата с сестрой.    |
| 27    | Бабушки Бишоп больше нет   | Карл потерял ключ от кандалов и шлема и не может их открыть. Луис пытается потравить заводящихся в их доме крыс. Доди расстроена смертью своей любимой бабушки. |
| 28    | Наконец, пятница           | Пятница, 13 некоторым приносит неудачи. Так случилось с семьёй Футли: сначала сломался водопроводный кран, потом сгорела машина, да ещё и весь их дом надо срочно ремонтировать. В ходе временного приезда из-за натур Луис и Карла Джинджер решила переехать к Кортни.                                                     |
| 29    | Озеро безумцев             | Джинджер, Мэйси и Карл с семьёй Бишопов отправляются отдыхать на озёро, но понравится ли им путешествие с постоянно ворчливой ДжоЭнн? Карл и Худси решили поймать сбежавшего психа Флойда. |
| 30    | Первое апреля              | Джинджер решает разыграть Доди с помощью любовной тематики, но добивается прямо противоположного результата. Карл разыгрывает Блэйка накануне и сильно перестарался. |
| 31    | Мальчики миссис Футли      | Джинджер ищет подходящего мужчину для Луис и выбирает её знакомого в мальчики Базза и его детей. Карл разрабатывает новый план подзаработать. |
| 32    | Любовь с первого взгляда   | Доди влюбилась в новенького Хоакина, но он питает чувства к Джинджер. Карл и Худси решили поиграть их чувствами и заработать на своём любовном зелье. |
| 33    | Семейная терапия           | Карл побоялся маленькой подземной свинки. Родители Мэйси совершенно забыли о дне рождения своей дочери. |
| 34    | В городе новенькая         | В классе Джинджер появилась новенькая девочка — Летисия. Все думают, что она немного странная, ведь её папа — гробовщик. Джинджер пытается переубедить класс с помощью вечеринки дома у новенькой. |
| 35    | Хорошо, когда мама рядом   | Мама Кортни попала в больницу из-за неудачной пластической операции, Джинджер предлагает Кортни немного пожить у неё. Карл хочет сделать себе более мужественный подбородок. |
| 36    | Соло Джинджер              | Карл решил заняться предсказаниями за деньги. Джинджер все время думает о Саше и записывается в школьный оркестр ради поездки в ту школу, где он учится. |
| 37    | И она ушла                 | Джинджер написала стихотворение для конкурса, но из-за него она попала к психологу. |
| 38    | Следующий вопрос           | Пытаясь заработать денег продажей шарфов, Карл и Худси накануне Дня Землекопа помогают исчезнуть земляному кроту. Джинджер влюбилась в нового учителя, по совету Доди она решает выяснить, влюблён ли он в неё. |
| 39    | Даже не надейся, Кортни    | Миссис Гордон решила уйти на пенсию, но Карл надумал вернуть свою учительницу, чтобы продолжать над ней издеваться. Джинджер помогает обычной девочке Хоуп перевоплотиться в популярную, не подумав, что это повредит репутацию Кортни.                                                                                     |
| 40    | Не требуй невозможного     | На замену заболевшей мисс Зорски её заменяет строгая миссис Гримли, ребята недовольны и решают устроить бумажную экзекуцию и метание яиц в её доме, чем обеспокоена Джинджер. Карл подготавливает Мистера Лисариса, обезьянку Брендона, к шоу лучших домашних животных.                                                     |

### Третий сезон
| Номер | Название                         | Описание |
| ----- | -------------------------------- | --- |
| 41-43 | Футли на распутье                | 1-я часть. Карл участвует в конкурсе уникальных тел. Но после того, как узнает, что Ноэль владеет телекинезом, просит её принять участие. Джинджер отправляется учиться на семестр в горную академию наук, но совсем не по счастливому случаю, а по связям Мипси и Миранды, которые хотят избавиться от Джинджер. 2-я часть. Дэррэн понимает, что любит Джинджер. На конкурс уникальных тел нужен совершеннолетний сопровождающий, а так как никто из взрослых не согласится Карл решил сделать из Худси — Мистера Худсдановича. Но Худси не может сказать что-либо, как взрослый, поэтому Ноэль поцеловала его. В горной академии Джинджер находит множество друзей с помощью её соседки — Тэа, естественно по плану Мипси и Миранды. Кортни и девочки узнают о злобных планах. 3-я часть. Дэррэн едет к Джинджер. Джинджер меняет имидж, а Кортни, Доди и Мэйси едут сказать подруге правду. Карл отказался от участия в конкурсе с Ноэль и Худси. |
| 44    | Подлая игра                      | Джинджер возвращается в школу. Она все время проводит с Дэррэном, что даже не замечает подруг. Доди и Мэйси вступают в коварный заговор с Мипси и Мирандой, чтобы поссорить парочку. Кортни помогает узнать обо всем Джинджер. Ноэль проиграла Карла в карточную игру Полли «Кудах» Шустер. |
| 45    | Пасхальный окорок                | В супермаркете происходит стычка между мамой Джинджер и Доди за последний окорок. В результате Джоан попадает в больницу и во всем винит Луис. |
| 46    | Поворот кругом                   | Джоан устраивается работать в школу, так как хочет добиться популярности, которой у неё не было в школьные годы. Дэйв хочет сделать предложение Луис, но кольцо застревает на пальце Карла. Знающий о весёлой игре Карла и Полли, Блэйк сообщает Ноэль, что кольцо, якобы, для Полли. |
| 47-48 | Летите, бабочки                  | 1-я часть. Джинджер и её одноклассники заканчивают среднюю школу. Джинджер поручили написать прощальную речь на выпускной. Мэйси хочет попасть в школьный оркестр, Доди — в команду группы поддержки, а Дэррэну предстоят футбольные тренировки. 2-я часть. Джинджер и её друзей распределили в разные потоки. Она думает, что каждый пойдет по своему пути и их дружба не будет такой, как прежде. |
| 49    | Ярмарка с переменной облачностью | Джинджер позвала на ярмарку Дэррэна, не посоветовавшись с подругами, а Доди пригласила Кортни. |
| 50    | Солнечный удар                   | В Шелтеред-Шрабс ужасная жара. Джинджер, Доди, Мэйси и Кортни едут в лагерь Каприз в качестве вожатых. Там они будут бороться за приз Каприз (кубок). Джинджер чувствует, что в их отношениях с Дэррэном что-то изменилось, но все время в лагере она думает о Саше. |
| 51    | То, что нас убивает              | Джинджер ничего не успевает, она чувствует груз уроков, навалившихся на неё и случайно узнает о чудодейственном напитке — шипучке МокоЛоко. |
| 52    | Наказана                         | В субботу у Дэррэна первый футбольный матч, но Джинджер наказывают и она вынуждена сидеть в классе 6 часов. |
| 53    | Прощальный поцелуй               | Ради того, чтобы попасть в команду группы поддержки Доди пообещала тренеру Кэндис готовить ланчи. Доди пишет письмо Дэррэну о том, что он должен сказать Джинджер правду о нём и Симон. |
| 54    | Урок канатоходца                 | Дэррэн бросает Джинджер ради Симон из группы поддержки. Джинджер попадает в больницу с острым аппендицитом. |
| 55    | Большой перелом Доди             | Во время выступления группы поддержки Доди получает травму, из-за которой её принимают в группу, но травма не настоящая и Джинджер хочет заставить Доди сказать правду. |
| 56    | Противостояние                   | Школа покупает футбольной команде новую, устойчивую к пятнам, форму, Джинджер против этого. |
| 57    | 10 стульев                       | Джинджер приглашает на День Благодарения родного отца. Для всех это становится сюрпризом. |
| 58-60 | Свадьба миссис Футли             | 1-я часть. Семейство Футли собирается переехать. Кое-кто хочет помешать предстоящей свадьбе. 2-я часть. Гриплинги разорены и хотят купить дом Футли. Джинджер не может разобраться в своих чувствах к Орайану. 3-я часть. Карл и Худси пытаются понять, кто хочет расстроить свадьбу. На свадебной церемонии все узнают, кто это был. В конце серии показывают уже взрослых персонажей. |

## Награды
Мультсериал был трижды номинирован на премию «Эмми» за серии «Привет, незнакомец» (2001), «Озеро безумцев» (2002), «И она ушла» (2003).